# 盒拓扑
在拓扑学中，拓扑空间的笛卡尔积上有數種不同可行的拓扑。其中一个較自然的選擇是盒拓扑（英語：box topology），其中基由组件空间中开集的笛卡尔积给出。 另一种選擇是乘积拓扑，其中基也由组件空间中开集的笛卡尔积给出，但其中只有有限個開集嚴格小於整个组件空间。
虽然盒拓扑的定義比乘积拓扑更直观，但它满足的性質较少。特别地，如果所有组件空间都是紧凑的，则它们的笛卡尔积上的盒拓扑不一定是紧凑的，而它们的笛卡尔积上的乘积拓扑始终是紧凑的。一般而言，盒拓扑比乘积拓扑更精细，尽管在有限乘积的情况下（或当除了有限多个因子之外的所有因子都是平凡的时候），两者是一致的。

## 定义
對於{\displaystyle X}使得
{\displaystyle X:=\prod _{i\in I}X_{i},}
或拓扑空间的（可能是无限的）笛卡尔积{\displaystyle X_{i}} ，索引为{\displaystyle i\in I} ，盒子拓扑{\displaystyle X}由基
{\displaystyle {\mathcal {B}}=\left\{\prod _{i\in I}U_{i}\mid U_{i}{\text{ open in }}X_{i}\right\}}
生成。盒子这个名字来自于{\displaystyle \mathbb {R} ^{n}}的情况，因為其拓撲基中的開集看起来像盒子。乘積公間{\displaystyle \prod _{i\in I}X_{i}}的盒拓扑的有时用{\displaystyle {\underset {i\in I}{\square }}X_{i}}表示。

## 性質
考慮{\displaystyle \mathbb {R} ^{\omega }}上的盒拓扑： 
- 盒拓扑是完全规则的
- 盒子拓扑既不紧凑也不连通
- 盒子拓扑不是第一可数的（因此不是可度量的）
- 盒子拓扑不可分离
- 如果连续统假设成立，则盒子拓扑是仿紧的（因此是正则的和完全正则的）

### 示例 -- 連續性
對可數個{\displaystyle \mathbb {R} }的乘積{\displaystyle \mathbb {R} ^{\omega }}（例如由所有實數数列組成的集合），考慮{\displaystyle \mathbb {R} }的常見拓撲以及{\displaystyle \mathbb {R} ^{\omega }}的盒拓撲。定義
{\displaystyle {\begin{cases}f:\mathbb {R} \to \mathbb {R} ^{\omega }\\x\mapsto (x,x,x,\ldots )\end{cases}}}
所有因子函數都是恆等函數，因而連續，但下面會證明{\displaystyle f}並不連續。
考慮盒拓撲中的開集
{\displaystyle U=\prod _{n=1}^{\infty }\left(-{\tfrac {1}{n}},{\tfrac {1}{n}}\right)}，
如果{\displaystyle f}連續，由於
{\displaystyle f(0)=(0,0,0,\ldots )\in U,}
由連續性的定義，存在 {\displaystyle \varepsilon >0} 使得 {\displaystyle (-\varepsilon ,\varepsilon )\subset f^{-1}(U).}。但這意味著
{\displaystyle f\left({\tfrac {\varepsilon }{2}}\right)=\left({\tfrac {\varepsilon }{2}},{\tfrac {\varepsilon }{2}},{\tfrac {\varepsilon }{2}},\ldots \right)\in U,}
然而對足夠大的正整數{\displaystyle n>{\frac {2}{\epsilon }}}，有{\displaystyle {\frac {\epsilon }{2}}>{\frac {1}{n}}}。所有即使所有因子函數都連續，{\displaystyle f}不連續。

### 示例 -- 緊湊性
同樣地考慮可數乘積空閶 {\displaystyle X=\prod _{i\in \mathbb {N} }X_{i}}，其中每個{\displaystyle X_{i}=\{0,1\}}都為離散拓撲。則{\displaystyle X}上的盒拓撲也是離散的。注意離散拓撲緊湊當且僅當該拓撲空間有限，所以即使所有因子空間都緊湊，{\displaystyle X}不緊湊。
{\displaystyle X}也不是序列緊空間：考慮{\displaystyle X}中元素（可以視為序列）組成的序列{\displaystyle \{x_{n}\}_{m=1}^{\infty }}
{\displaystyle (x_{n})_{n}={\begin{cases}0&m<n\\1&m\geq n\end{cases}}}
由於序列中所有的元素都不同，該序列沒有極限點，因此{\displaystyle X}不是序列緊的。

### 示例 -- 盒拓撲中的收斂
理解一個拓撲空間最好的方法之一是理解序列如何在該拓撲空間中收斂。
一般地，空間{\displaystyle X}關於自身及指標集 {\displaystyle S}的笛卡爾積是由{\displaystyle S}到{\displaystyle X}的函數空間，表示為{\textstyle \prod _{s\in S}X=X^{S}}。積空間上的收斂等價於逐點收斂：函數序列{\displaystyle \{f_{n}\}_{n=1}^{\infty }}收斂當且僅當對所有{\displaystyle s\in S}，每個函數在{\displaystyle s}上的值組成的序列{\displaystyle \{f_{n}(s)\}_{n=1}^{\infty }}收斂。
因為盒拓撲比積拓撲更加精細，盒拓撲的收斂條件會更為嚴格。假設{\displaystyle X}是郝斯多夫空間，{\displaystyle X^{S}}上的函數序列{\displaystyle (f_{n})_{n}}在盒拓撲中收斂於函數{\displaystyle f\in X^{S}}當且僅當它逐點收斂至{\displaystyle f}，同時存在有限子集{\displaystyle S_{0}\subset S}及{\displaystyle N}使得對所有{\displaystyle n>N}，{\displaystyle X}中的序列{\displaystyle (f_{n}(s))_{n}}在集合{\displaystyle s\in S\setminus S_{0}}上是常數函數。

## 與乘積拓撲之異同
乘积拓扑中基中的開集的定义与上述盒拓撲几乎相同，除了一个限制：除了有限个U i之外，其他分量開集都等于整個分量空间X i 。換言之，積空間中的拓撲基定義為
{\displaystyle {\mathcal {B}}=\left\{\prod _{i\in I}U_{i}\mid U_{i}{\text{ open in }}X_{i},U_{i}\subsetneq X_{i}{\text{ only for finitely many }}i\in I\right\}}。
乘积拓扑满足關於分量空间的映射{\displaystyle f_{i}:Y\rightarrow X_{i}}的一个非常理想的性质：由分量函数f i定义的乘积映射{\displaystyle f:Y\rightarrow X}连续当且仅当所有的{\displaystyle f_{i}}都连续。然而這在盒拓扑中不總是成立。這使盒拓扑非常适用于構造反例—许多特性，例如紧凑性、连通性、可度量性等。即使所有因子空间都具有这些特性，在盒拓扑中通常不会保留。